# Рахими, Даниэль
Даниэль Рахими (перс. دانیال رحیمی‎, швед. Daniel Rahimi; 28 апреля 1987 год, Умео, Швеция) — шведский профессиональный хоккеист иранского происхождения, выступающий за команду шведской хоккейной лиги «Линчёпинг».

## Карьера

### Игровая карьера
В 2007 году перешёл в клуб из американской хоккейной лиге «Манитоба Мус». В этом клубе он провел 100 игр и набрал 11 очков.
В 2009 году он вернулся в Швецию. На родине он выступал за «Рёгле» и ХВ71, а сейчас выступает за «Линчёпинг».

### Международная
Рахими выступал за юношескую сборную Швеции. в 2006 году на чемпионате мира он дебютировал за молодёжную сборную Швеция, где он набрал 2 очка в пяти играх, а сборная Швеции заняла 5 место на турнире.

## Личная жизнь
Рахими родился в Умео. Отец у него иранец, а мать шведка. В детстве он был фанатом хоккеиста Маттиаса Олунда.